# الحاج عمار شمعة
الحاج عمار شمعة، لاعب كرة قدم جزائري دولي، ولد في 30 يوليو 1961 في غليزان. لعب كمدافع.

## مسيرته الرياضية

### الأندية المحلية
بكم عمل والداللاعب عمار بمدينة مستغانم نشط شمعة في مدرسة وداد مستغانم في صنف الأصاغر والأشبال ثم إنتقلت العائلة لمدينة غليزان أين إلتحق اللاعب في صفوف نادي سريع غليزان صنف الأواسط وكانت الإنطلاقة الفعلية للاعب موسم 1982- 1983 في مقابلة جمعت الفريق المحلي مع مولودية سعيدة في القسم الثاني أين سجل حضوره القوي وفي موسم 1984-1985 حقق اللاعب الصعود التاريخي مع فريق سريع غليزان للقسم الأول ونشط معه لغاية سقوطه للدرجة الثانية موسم 1990-1991 أين إنتقل للفريق الجار شبيبة تيارت أين نشط معهم لغاية موسم 1994-1995 ثم عاد لسريع غليزان مجددا أين ختم مشواره مع الفريق.

### الفريق الوطني
أستدعي اللاعب بداية من 85 مع المنتخب «أ» و«ب» وكانت المشاركة الفعلية في تصفيات كأس أمم إفريقيا 1990 وأظن أنني ظلمت بضم الضاد وكسر اللام لأننى شاركت مع الخضر في كل مبارايات تصفيات كأس أفريقيا.

## إنجازات
تحقيق المرتبة الأولى مع فريق سريع غليزان في القسم الثاني لموسم 1984-1985.

## مهنته
يشغل الللاعب عمار شمعة حالية ناطق رسمي لفريق سريع غليزان